# Caye Long
La Caye Long (en espagnol : Cayo Largo) est une caye de la mer des Caraïbes appartenant administrativement au district de Belize. C'est l'une des multiples îles de la barrière de corail du Belize. Elle fait partie du  récif Lighthouse. 
L'île est une propriété privée qui est la seule du récif à être habitée en permanence. Le développement de l'île a été très limité. Outre quelques résidences construites par des propriétaires privés, l'île abrite Itza Lodge, un complexe écologique, ainsi que le Huracan Dive Center, le seul magasin de plongée de l'île, qui comprend également quelques installations mineures.

## Faune
C'est une zone de plongée populaire et une zone de conservation naturelle. Dans les mangroves on peut y voir le quiscale à longue queue, le balbuzard pêcheur, le paruline jaune, le héron vert et le pigeon à couronne blanche. Le Grand Trou Bleu est à 12 km au nord-est, le plus célèbre site de plongée au Belize..